# میکروفون لیزری
میکروفون لیزری یک ابزار تجسس و مراقبت است که در آن از یک باریکه لیزری برای تشخیص ارتعاشات صوتی اشیا در فواصل دور استفاده می‌شود.
این شی معمولاً در داخل اتاقی است که در آن مکالمه درحال انجام است و می‌تواند هر چیزی باشد که می‌تواند در پاسخ به امواج فشار ایجادشده توسط صداهای موجود در اتاق لرزش داشته باشد. جسم ترجیحاً باید سطح صافی داشته باشد تا پرتو به‌طور دقیق بازتاب شود. باریکه لیزر ازطریق یک پنجره به اتاق هدایت می‌شود، جسم بازتاب می‌دهد و به گیرنده ای بازمی‌گردد که پرتو را به سیگنال صوتی تبدیل می‌کند. همچنین ممکن است پرتو از خود پنجره بازتاب شود. تفاوت‌های دقیقه‌ای در مسافت طی شده توسط نور هنگام بازتاب آن از جسم ارتعاشی به‌صورت تداخل‌سنجی تشخیص داده می‌شوند. تداخل‌سنج تغییرات را به تغییرات شدت تبدیل می‌کند و از علم الکترونیک برای تبدیل این تغییرات به سیگنال‌هایی استفاده می‌شود که می‌توانند دوباره به صوت تبدیل شوند.